# Jagdschirm (Darmstadt-Kranichstein)
Der Jagdschirm an der Kernschneise ist ein Bauwerk in Darmstadt-Kranichstein.  

## Geschichte und Beschreibung
Der Jagdschirm befindet sich am Westende der Hengstriedwiese, nördlich der Kernschneise.
Der Jagdunterstand, aus dem 18. Jahrhundert, wurde aus Quadern rund gemauert.
Die Mauer ist ca. 2 Meter hoch und ca. 0,5 Meter dick.
In der Mauer befinden sich vier Schießscharten.
Der Jagdschirm ähnelt denen am Charlottenplatz und am Landgrafeneck; nahe der Dianaburg.
Durch die Schießscharten konnten die Jäger auf vorbeilaufende Wildschweine schießen; ohne dabei selbst angegriffen zu werden.

## Denkmalschutz
Der Jagdschirm ist aus architektonischen, jagdgeschichtlichen und stadtgeschichtlichen Gründen ein Kulturdenkmal.